# جان سميت (أستاذ جامعي)
جان سميت (بالهولندية: Jan Smit)‏ هو فيزيائي نظري وفيزيائي هولندي، ولد في 16 سبتمبر 1943 في أمستردام في هولندا.